# Buellia
Buellia — рід лишайників родини Каліцієві (Caliciaceae). Назва вперше опублікована 1846 року.

## Поширення та середовище існування
Ці лишайники поширені по всьому світу. Ростуть на скелях, ґрунті та на корі дерев.

## Цікаві факти
Представник цього роду (Buellia frigida) може жити в екстремальних умовах найсухішого місця на планеті Сухих долин в Антарктиді, де річні атмосферні опади становлять менше 100 мм, а середня температура повітря становить −19.8 °C.

## Види
База даних Species Fungorum станом на 14.10.2019 налічує 204 види роду Buellia (докладніше див. Список видів роду Buellia).